# José Gerardo Amorín Batlle
José Gerardo Amorín Batlle (Montevideo, 9 de novembre de 1954) és un advocat i polític uruguaià, pertanyent al Partit Colorado del seu país. En l'actualitat és representant pel departament de Montevideo.
És fill de Julio Amorín Larrañaga i de Susana Batlle. Està casat amb la mestra Elita del Campo Rivas, té tres fills i una neta.

## Biografia
Amorín Batlle es va graduar com advocat per la Facultat de Dret i Ciències Socials de la Universitat de la República, a Montevideo.
Es va destacar pel seu interès en l'economia política, primer com estudiant i després ja com professional; col·labora a la càtedra d'economia de l'esmentada casa d'estudis. La política forma part integral de la seva vida. Està lligat a tal activitat pels seus orígens familiars, en estar emparentat amb dos de les famílies més destacades en la vida política de l'Uruguai; d'una banda els Amorín i per un altre costat els Batlle (veure José Batlle y Ordóñez). Juntament amb la seva família el 1980 va participar en la campanya pel "no" al plebiscit constitucional portat a terme pel govern de facto. La victòria de tal papereta va permetre facilitar la transició cap a la democràcia que finalment es va assolir en l'any 1985.
Entre 1977 i 1980 es va ocupar com a procurador en la divisió jurídica de la Universitat del Treball de l'Uruguai (UTU), després va ingressar com advocat a l'Institut Nacional de Colonització on va ser designat en l'any 1984 com a director. Va ser durant aquests anys expositor convidat en trobades de juristes sobre dret agrari com les "IV Jornades de Dret Agrari" celebrades el 1984 al departament de Durazno i a l'any següent en les "V Jornades de Dret Agrari" que van tenir lloc a Paysandú. Altres càrrecs que va ocupar en el sector de l'administració pública van ser el de secretari lletrat del Directori de l'Administració Nacional de Ports (ANP) durant els anys 1986-1987, com assessor del director de l'UTE entre els anys 1991 i 1995 i com assessor lletrat de la gerència del Banc de Previsió Social (BPS) el 1996, any en el qual renúncia al seu càrrec en l'administració pública per a fer-se càrrec com soci principal de l'estudi d'advocats Amorín-Larrañaga.
El 2009 va ser candidat a la presidència de l'Uruguai pel Partit Colorado (vegeu Proposta Batllista).